# 2257 Kaarina
2257 Kaarina este un asteroid din centura principală, descoperit pe 18 august 1939, de Heikki Alikoski.